# إقليم تجرة
إقليم تجرة هو تقسيم إداري في شمال جيبوتي.